# Bignonia
Bignonia là một chi thực vật có hoa trong họ Bignoniaceae. Tên chi và tên họ này được Joseph Pitton de Tournefort đặt theo họ của nhà bảo trợ cho ông là Jean-Paul Bignon vào năm 1694, và chi này đã được Carl Linnaeus thiết lập như một phần của danh pháp thực bvaatj hiện đại vào năm 1753.

## Các loài
Hiện tại các loài được công nhận bao gồm:
- Bignonia binata Thunb.
- Bignonia bracteomana (K.Schum. ex Sprague) L.G.Lohmann
- Bignonia callistegioides Cham.
- Bignonia campanulata Cham.
- Bignonia capreolata L.
- Bignonia convolvuloides (Bureau & K.Schum.) L.G.Lohmann
- Bignonia corymbosa (Vent.) L.G.Lohmann
- Bignonia costata (Bureau & K.Schum.) L.G.Lohmann
- Bignonia cuneata (Dugand) L.G.Lohmann
- Bignonia decora (S.Moore) L.G.Lohmann
- Bignonia diversifolia Kunth
- Bignonia hyacinthina (Standl.) L.G.Lohmann
- Bignonia lilacina (A.H.Gentry) L.G.Lohmann
- Bignonia longiflora Cav.
- Bignonia magnifica W.Bull
- Bignonia microcalyx G.Mey.
- Bignonia neouliginosa L.G.Lohmann
- Bignonia nocturna (Barb.Rodr.) L.G.Lohmann
- Bignonia phellosperma (Hemsl.) L.G.Lohmann
- Bignonia potosina (K.Schum. & Loes.) L.G.Lohmann
- Bignonia prieurei DC.
- Bignonia pterocalyx (Sprague ex Urb.) L.G.Lohmann
- Bignonia ramantacea (Mart. ex DC.) L.G.Lohmann
- Bignonia sciuripabula (K.Schum.) L.G.Lohmann
- Bignonia sordida (Bureau & K.Schum.) L.G.Lohmann
- Bignonia uleana (Kraenzl.) L.G.Lohmann